# 라다 (가수)
라다(1999년 3월 4일 ~)는 대한민국의 가수, 작곡가다. 2018년 싱글 《Over&On (Prod. 수련)》으로 데뷔했다.

## 학력
- 호원대학교 실용음악과 보컬

## 방송
- 보이스 코리아 2020 (2020) - Top32

## 음반
- Over&On (Prod. 수련) (2018)
- 사랑한다는 말이 (2019)
- let go off (2020)
- 고백 (2021)